# Saint-Symphorien-des-Monts
Saint-Symphorien-des-Monts foi uma comuna francesa na região administrativa da Normandia, no departamento Mancha. Estendia-se por uma área de 6,9 km². Em 2010 a comuna tinha 142 habitantes (densidade: 20,6 hab./km²).
Em 1 de janeiro de 2016, passou a formar parte da nova comuna de Buais-les-Monts.